# Centro Comercial Holea
Holea es el centro comercial más grande de la ciudad y provincia de Huelva. Holea cuenta con más de 100 firmas diferentes. El centro comercial pertenece a Carrefour Property.

## Inauguración
El centro comercial fue inaugurado al público el 21 de noviembre de 2013. Holea es el resultado de más de 120 millones de euros de inversión, cuenta con una superficie de 50 800 m² y más de 2200 plazas de aparcamiento gratuitas. La oferta del centro se distribuye en dos plantas. Incluye 8 salas de cine de Artesiete, un Hipermercado Carrefour, 14 locales de restauración y una completa variedad de tiendas de moda y complementos (más de 100 firmas).
Según fuentes oficiales, el centro comercial cuenta con una media de 7 millones de visitas anuales y un promedio de crecimiento anual en tráfico del 9%.

## Establecimientos
Además del Hipermercado Carrefour, Holea cuenta con más de 100 locales comerciales de firmas incluyendo entre otras a Zara, Primark y H&M. Cuenta también con 14 marcas de restauración y los cines Artesiete Holea con ocho salas de última generación con tecnología 3D y cine 4D, únicas en la provincia de Huelva, contando con una capacidad de 2500 butacas con doble brazo.

## Problemas actuales
Holea fue planificado a las afueras de la ciudad, en un solar que estaba en una parte el Hipermercado Carrefour y el resto, totalmente desurbanizado. A pesar de que tras un largo proceso fue urbanizado, existen actualmente problemas relacionados con los accesos al centro comercial, debido a que un número considerable de clientes se quejan de la complejidad que tienen estos. Además de la consiguiente subida anual de tráfico que es de un 9%.
Debido a la apertura del centro comercial, muchas tiendas del centro de la ciudad se han ido cerrando dejando únicamente abiertas las de Holea, tal y como ha hecho Inditex con varias de sus firmas como Massimo Dutti, Pull&Bear o Bershka. Hay otras firmas como Marypaz, que decidieron abandonar el centro, pero que finalmente, rectificaron y volvieron a su antiguo local situado en este último.